# Мишер, Фридрих
Фридрих Ми́шер (нем. Friedrich Miescher; 13 августа 1844, Базель — 26 августа 1895, Давос) — швейцарский физиолог, гистолог и биолог, в 1869 году открыл существование ДНК.

## Биография
Мишер учился в Базеле, Гёттингене, Тюбингене и Лейпциге, в 1871 г. приват-доцент, в 1872 г. — профессор физиологии в Базеле. В 1869 году Фридрих Мишер открыл ДНК. Вначале новое вещество получило название нуклеин, а позже, когда Мишер определил, что это «вещество» обладает кислотными свойствами, вещество получило название нуклеиновая кислота. Фридрих Мишер также проводил исследования в области строения и состава ядер в желтке куриного яйца, физиологии спинного мозга, состава сперматозоидов лосося (открытие вещества протамин), образа жизни рейнского лосося, изменения в химическом и анатомическом составе разных органов во время образования яичников, движений при дыхании, отношения между высотой над морем и составом крови.
Как правило, с молекулой ДНК связывают имена английских биологов Джеймса Уотсона и Френсиса Крика, открывших в 1953 году структуру этой молекулы. Однако само соединение открыли не они, а Мишер.
Мишер изучал химический состав клеток животных, выбрав в качестве материала лейкоциты. Этих защитных клеток, поедающих микробы, много в гное, и Мишер заручился сотрудничеством коллег из местной хирургической больницы. Ему стали привозить корзины с гнойными повязками, снятыми с ран. Мишер испытал разные способы отмывания лейкоцитов с марли бинтов и стал выделять из отмытых клеток белки. В процессе работы он понял, что кроме белков в лейкоцитах присутствует какое-то загадочное соединение. Оно выпадало в осадок в виде белых хлопьев или нитей при подкислении раствора и снова растворялось при его подщелачивании. Рассматривая свой препарат лейкоцитов под микроскопом, учёный обнаружил, что после отмывания лейкоцитов с бинтов разбавленной соляной кислотой от них остались одни ядра. И сделал вывод: неизвестное соединение содержится в ядрах клеток. Мишер назвал его нуклеином, от латинского nucleus — ядро.
О ядре клетки тогда почти ничего не знали, хотя за три года до открытия Мишера, в 1866 году, известный немецкий биолог Эрнст Геккель предположил, что ядро отвечает за передачу наследственных признаков.
Желая подробнее изучить нуклеин, Мишер разработал процедуру его выделения и очистки. Обработав осадок ферментами, переваривающими белок, он убедился, что это не белковое соединение — ферменты оказались неспособны разложить нуклеин. Он не растворялся в эфире и других органических растворителях, то есть не был жировым веществом. Химический анализ был тогда крайне трудоёмким, медленным и не очень точным, но Мишер провёл его и убедился, что нуклеин состоит из углерода, кислорода, водорода, азота и больших количеств фосфора. В то время практически не были известны органические молекулы с фосфором в их составе. Всё это убедило Мишера, что он открыл какой-то новый класс внутриклеточных соединений.
Написав статью о новом открытии, он послал её своему учителю, одному из основателей биохимии, Феликсу Гоппе-Зейлеру, издававшему журнал «Медико-химические исследования». Тот решил проверить столь необычное сообщение в своей лаборатории. Проверка заняла целый год, и Мишер уже опасался, что кто-нибудь самостоятельно откроет тот же нуклеин и опубликует результаты первым. Зато в очередном номере журнала за 1871 год статья Мишера сопровождалась двумя статьями самого Гоппе-Зейлера и его сотрудника, подтверждавшими свойства нуклеина.
Вернувшись в Швейцарию, Мишер занял пост заведующего кафедрой физиологии Базельского университета и продолжил исследования нуклеина. Здесь он нашёл другой богатый и более приятный в работе источник нового соединения — молоки лососёвых рыб (они и сейчас используются для массового получения ДНК). Рейн, протекающий через Базель, был тогда полон лососей, и Мишер сам ловил их сотнями для своих исследований.
В статье об обнаружении нуклеина в молоках, опубликованной в 1874 году, Мишер писал, что это вещество явно связано с процессом оплодотворения. Но он отверг мысль о том, что в нуклеине может быть закодирована наследственная информация: соединение казалось ему слишком простым и единообразным для хранения всего разнообразия наследственных признаков. Тогдашние методы анализа не позволяли найти существенных различий между нуклеином человека и лосося.
Позже Мишер занимался исследованием физиологии лососёвых, по заказу швейцарского правительства разрабатывал дешёвый и здоровый рацион для тюрем, написал поваренную книгу для рабочих, основал в Базеле Институт анатомии и физиологии, изучал роль крови в процессе дыхания. Ещё при его жизни нуклеин переименовали в «нуклеиновую кислоту», что очень раздражало первооткрывателя. Мишер скончался от туберкулёза в 1895 году. Почти полвека после его смерти считалось, что молекула ДНК, состоящая всего из четырёх типов блоков, слишком проста для хранения наследственной информации, и на эту роль выдвигали гораздо более разнообразные белки.